# The Paddingtons
The Paddingtons fue una banda Inglesa de Hull conocida por sus enérgicos conciertos.

## Historia
Banda integrada por Tom Atkin (vocalista), Stuee Bevan (originalmente Martin Hines) (guitarrista), Josh Hubbard (guitarrista); y los hermanos Lloyd (bajista) y Grant Dobbs (baterista). Fueron contratados por Alan McGee para el sello discográfico Poptones. Son la banda favorita del icono de Libertines, Pete Doherty. Han salido de gira con su actual banda Babyshambles.

## First Comes First
El primer trabajo se lanzó el 31 de octubre de 2005 por el sello discográfico Vertigo Recordings. La producción fue llevada por Owen Morris, productor de la legendaria Oasis en Definitely Maybe. Con una duración aproximada de 34 minutos y 11 temas, el grupo consiguió una gran acogida por parte del público y de la prensa especializada. 

### Lista de canciones
1. «Some Old Girl»
2. «First Comes First»
3. «50 to a Pound»
4. «Worse For Wear»
5. «Loser»
6. «Panic Attack»
7. «Tommy's Disease»
8. «Stop Breathing»
9. «Alright In The Morning»
10. «21»
11. «Sorry»

## No Mundane Options
Su segundo trabajo vio la luz el 3 de noviembre de 2008 y fue producido por Tony Doogan para el propio sello discográfico de la banda, Mama Bear.

### Lista de canciones
1. «Punk R.I.P.»
2. «What's The Point in Anything New»
3. «Shame about Elle»
4. «No Mundane Options»
5. «Stick Fingers»
6. «Molotov Cocktail»
7. «You & I»
8. «Plastic Men»
9. «Stand Down»
10. «Gangs»
11. «Heartsong»

## Giras
The Paddingtons salieron de gira junto a bandas como The Cribs, Babyshambles, Dirty Pretty Things, y The View. También aparecieron en festivales importantes como el Summercase, Stoke-on-Trent, T in the Park y en los festivales internacionales de Reading y Leeds.
En diciembre del 2007, aparecieron en el aclamado Love Music Hate Racism Festival junto a The View.
En 2017 el grupo hizo una mini gira por Inglaterra de cuatro únicos conciertos.

## Trivia
- Realizaron una versión de Janie Jones un mítico tema de The Clash junto a otros músicos amigos como Babyshambles, Dirty Pretty Things, Jamie T y The Kooks.
- En una feria de Taipéi, Carl Barât cantante y guitarrista de Dirty Pretty Things se rompió la clavícula, y solicitaron los servicios Josh Hubbard como guitarrista, mientras éste se recuperaba.
- El volumen de conciertos que ostentan entre el 8 de abril de 2005 y noviembre de 2006, asciende a alrededor de 150.
- Josh Hubbard estuvo comprometido con la supermodelo, Agyness Deyn.

## Discografía

### Álbumes de estudio
- 2005 - First Comes First
- 2008 - No Mundane Options

### EP
- 2010 - The Lady Boy Tapes

### Compilaciones
- 2004 - Bring Your Own Poison - The Rhythm Factory Sessions (temprana versión de la futura «Tommy's Disease»).
- 2006 - Back To The Bus: Compiled by The Paddingtons

### Singles
- 2004 - «21»
- 2005 - «Panic Attack»
- 2005 - «50 to a Pound»
- 2005 - «Sorry»
- 2008 - «Stand Down»
- 2008 - «What's The Point in Anything New»